# USS John R. Craig (DD-885)
USS John R. Craig (DD-885) là một tàu khu trục lớp Gearing được Hải quân Hoa Kỳ chế tạo vào giai đoạn cuối Chiến tranh Thế giới thứ hai. Nó là chiếc tàu chiến duy nhất của Hải quân Mỹ được đặt theo tên Thiếu tá Hải quân John R. Craig (1906–1943), hạm trưởng USS Grampus (SS-207), đã tử trận khi tàu ngầm của ông bị tàu khu trục Nhật Bản đánh chìm trong Trận chiến eo biển Blackett, và được truy tặng Huân chương Chữ thập Hải quân. Hoàn tất khi chiến tranh đã kết thúc, con tàu tiếp tục phục vụ trong giai đoạn Chiến tranh Lạnh, Chiến tranh Triều Tiên và Chiến tranh Việt Nam cho đến khi xuất biên chế và xóa đăng bạ năm 1979. Nó bị đánh chìm như một mục tiêu một năm sau đó. John R. Craig được tặng thưởng bốn Ngôi sao Chiến trận khi phục vụ trong cuộc Chiến tranh Triều Tiên.

## Thiết kế và chế tạo
John R. Craig được đặt lườn tại xưởng tàu của hãng Consolidated Steel Corporation ở Orange, Texas vào ngày 17 tháng 11 năm 1944. Nó được hạ thủy vào ngày 14 tháng 4 năm 1945; được đỡ đầu bởi bà Lilian Hyde Craig, vợ góa Thiếu tá Craig, và nhập biên chế vào ngày 20 tháng 8 năm 1945 dưới quyền chỉ huy của Hạm trưởng, Trung tá Hải quân Lester C. Cornwell.

## Lịch sử hoạt động

### 1945 - 1950
Sau khi hoàn tất việc chạy thử máy huấn luyện tại vùng biển Caribe, John R. Craig khởi hành từ Charleston, South Carolina vào ngày 19 tháng 1 năm 1946 để chuyển sang vùng bờ Tây, đi đến San Diego vào ngày 1 tháng 2. Nó lên đường vào ngày 7 tháng 2 để đi sang Viễn Đông, và gia nhập cùng Đệ Thất hạm đội để hỗ trợ cho việc hồi hương binh lính Nhật Bản từ miền Bắc Trung Quốc. Con tàu quay trở về San Diego vào ngày 31 tháng 1 năm 1947, và trong những năm tiếp theo nó luân phiên những lượt phục vụ tại khu vực Tây Thái Bình Dương với những giai đoạn huấn luyện và bảo trì ngoài khơi bờ biển California.

### Chiến tranh Triều Tiên
Sự kiện quân đội Bắc Triều Tiên vượt vĩ tuyến 38 xâm nhập vào lãnh thổ Nam Triều Tiên đã khiến cho Chiến tranh Triều Tiên bùng nổ; và Hoa Kỳ buộc phải huy động lực lượng tham gia vào cuộc xung đột. John R. Craig đi đến vùng chiến sự vào ngày 19 tháng 2, 1951 và tham gia cùng Lực lượng Đặc nhiệm 77, phụ trách bảo vệ chống tàu ngầm và canh phòng máy bay cho các tàu sân bay trong các chiến dịch không kích các mục tiêu đối phương trên bán đảo Triều Tiên. Con tàu cũng tham gia hoạt động bắn phá và phong tỏa cảng Wonsan nhằm ngăn chặn cuộc tổng tấn công của Chí nguyện quân Trung Quốc. Ngoài hai giai đoạn ngắn được bảo trì và sửa chữa tại San Diego, chiếc tàu khu trục đã tham gia hoạt động suốt thời gian của cuộc chiến tranh, cho đến khi đạt được thỏa thuận ngừng bắn vào tháng 7, 1953.

### 1954 - 1964
Cho dù chiến tranh đã kết thúc, John R. Craig vẫn tiếp tục tuần tra tại khu vực phía Nam vĩ tuyến 38. Từ năm 1954 đến năm 1962, nó tham gia các đợt thực hành huấn luyện dọc theo vùng bờ Tây, và được biệt phái hàng năm sang phục vụ tại vùng Viễn Đông. Trong lượt hoạt động vào năm 1955, nó đã hỗ trợ cho việc triệt thoái lực lượng Quốc Dân đảng khỏi quần đảo Đại Trần trong vụ Khủng hoảng eo biển Đài Loan lần 1. Các lượt hoạt động tiếp theo bao gồm các cuộc tặp trận phối hợp với các tàu chiến thuộc Lực lượng Phòng vệ Biển Nhật Bản vào năm 1957, thực tập chống tàu ngầm, tuần tra tại eo biển Đài Loan và thực hành cơ động cùng tàu chiến của Hải quân Trung Hoa dân quốc vào năm 1961. Chiếc tàu khu trục cũng đã viếng thăm Auckland, New Zealand vào năm 1958.
John R. Craig đi đến San Diego vào ngày 6 tháng 3, 1962, và trải qua một đợt sửa chữa và nâng cấp trong khuôn khổ Chương trình Hồi sinh và Hiện đại hóa Hạm đội (FRAM: Fleet Rehabilitation and Modernization) tại Xưởng hải quân Hunter's Point ở San Francisco, California từ ngày 6 tháng 3, 1962 đến ngày 15 tháng 3, 1963. Chương trình này nhằm mục đích kéo dài vòng đời hoạt động thêm 10 đến 20 năm, đồng thời nâng cao năng lực tác chiến. Nó rời xưởng tàu với một cầu tàu mới, những thiết bị điện tử, radar và sonar hiện đại, trang bị thêm tên lửa chống ngầm RUR-5 ASROC, cùng hầm chứa và sàn đáp để vận hành máy bay trực thăng không người lái chống tàu ngầm Gyrodyne QH-50 DASH. Chiếc tàu khu trục tiếp tục phục vụ cùng Hạm đội Thái Bình Dương.
John R. Craig lên đường vào ngày 17 tháng 10, 1963 để hoạt động tuần tra tại khu vực eo biển Đài Loan nhằm răn đe lực lượng Cộng sản. Nó quay trở về San Diego vào ngày 19 tháng 5, 1964 sau khi đã viếng thăm Hong Kong; vịnh Subic, Philippines; Sasebo, Nhật Bản; Đài Loan và Okinawa. Chiếc tàu khu trục tiếp tục hoạt động tại vùng bờ Tây, cho đến khi lại lên đường hướng sang Viễn Đông vào ngày 6 tháng 3, 1965.

### Chiến tranh Việt Nam
Trong cuộc Chiến tranh Việt Nam, John R. Craig đã phục vụ hộ tống bảo vệ và canh phòng máy bay cho các tàu sân bay hoạt động tại Trạm Yankee trong vịnh Bắc Bộ. Nó cũng tham gia Chiến dịch Sea Dragon để tuần tra ngăn chặn việc vận chuyển vũ khí và tiếp liệu từ Bắc vào Nam Việt Nam, phục vụ tìm kiếm và giải cứu (SAR: Search and Rescue) các phi công bị bắn rơi, cũng như các hoạt động bắn phá bờ biển và hỗ trợ hải pháo cho hoạt động tác chiến trên bộ.

#### 1964 - 1968
John R. Craig thực hiện chuyến tuần tra DESOTO đầu tiên tại vịnh Bắc Bộ từ ngày 25 tháng 2 đến ngày 12 tháng 3, 1964. Cường độ chiến sự tiếp tục leo thang vào năm 1965, nên chiếc tàu khu trục rời Sasebo vào ngày 8 tháng 4 để hộ tống cho tàu sân bay Midway (CV-41) trong nhiệm vụ không kích các mục tiêu đối phương tại Nam Việt Nam, và tiếp tục vai trò này cho đến ngày 2 tháng 7. Sau một chuyến viếng thăm Hong Kong, con tàu được chỉ định làm soái hạm một đội đặc nhiệm làm nhiệm vụ hỗ trợ hải pháo vào ngày 20 tháng 7. Chỉ riêng trong tháng 7 và tháng 8, nó đã tiêu phí 3.256 quả đạn pháo 5-inch xuống các mục tiêu đối phương tại khu vực trách nhiệm của Quân đoàn I và Quân đoàn II. Nó lên đường vào ngày 11 tháng 8 để quay trở về nhà, về đến San Diego một tháng sau đó.
Sau những hoạt động thường lệ tại vùng biển Nam California, John R. Craig đi đến Xưởng hải quân Hunters Point vào ngày 1 tháng 12, 1965 để được đại tu theo định kỳ. Sau khi hoàn tất công việc xưởng tàu vào tháng 3, 1966, nó tiến hành huấn luyện tại vùng biển ngoài khơi San Diego, cho đến khi khởi hành đi sang Viễn Đông vào ngày 28 tháng 7. Nó có mặt trong vịnh Bắc Bộ vào ngày 13 tháng 9 để hoạt động hộ tống và canh phòng máy bya cho các tàu sân bay, rồi chuyển sang hoạt động hỗ trợ hải pháo mười ngày sau đó, hỗ trợ cho Chiến dịch Golden Fleece tại khu vực Quảng Ngãi. Tiếp theo là các Chiến dịch Sea Dragon và Traffic Cop nhằm ngăn chặn việc vận chuyển vũ khí và tiếp liệu từ phía Bắc Việt Nam và Khu phi quân sự; trong giai đoạn này nó đã đối đầu với các khẩu đội pháo bờ biển đối phương, và bắn phá các trạm radar dọc bờ biển. Con tàu rời vịnh Bắc Bộ vào ngày 4 tháng 12, và về đến Hoa Kỳ vào đầu năm 1967, chuẩn bị cho những hoạt động trong tương lai.

#### 1969 - 1973
John R. Craig khởi hành từ San Diego vào ngày 3 tháng 6, 1969 để hướng sang khu vực Tây Thái Bình Dương. Nó rời căn cứ Yokosuka, Nhật Bản vào ngày 29 tháng 6 để hoạt động chống tàu ngầm tại khu vực Trạm Yankee, và sau hai ngày huấn luyện chống tàu ngầm nó bắt đầu phục vụ canh phòng máy bya cho tàu sân bay Ticonderoga (CV-14). Con tàu rời vịnh Bắc Bộ vào ngày 19 tháng 7, quay về căn cứ vịnh Subic, Philippines để bảo trì và sửa chữa lườn tàu; và sau khi hoàn tất nó rời vịnh Subic hướng đến khu vực trách nhiệm của Quân đoàn II tại Nam Việt Nam. Vào sáng ngày 7 tháng 8, con tàu đã nả pháo trong hơn một giờ dưới sự dẫn đường của máy bay trinh sát, nhằm hỗ trợ cho máy bay trực thăng triệt thoái một đội biệt kích khỏi khu vực của đối phương. Nó tiếp tục nhiệm vụ hỗ trợ hải pháo và bắn phá cho đến ngày 22 tháng 8, nhắm vào 289 mục tiêu trong 48 khác nhau. Nó lên đường quay trở về Hoa Kỳ vào ngày 19 tháng 10, và về đến San Diego vào ngày 3 tháng 11. Trong suốt bốn tháng rưỡi hoạt động tại vùng biển Tây Thái Bình Dương, nó chỉ ở lại cảng tổng cộng không quá một tháng.
Vào ngày 26 tháng 10, 1970, John R. Craig lại lên đường cho lượt hoạt động tiếp theo tại vùng biển Tây Thái Bình Dương. Rời Trân Châu Cảng vào ngày 6 tháng 11, nó đi đến căn cứ vịnh Subic, Philippines vào ngày 19 tháng 11, để rồi lại ra khơi vào ngày hôm sau và đi đến Trạm Yankee vào ngày 21 tháng 11. Vào ngày 16 tháng 12, nó đã hoạt động trục vớt một máy bay vận tải C-2A Greyhound bị rơi xuống biển sau khi cất cánh từ tàu sân bay; không ai sống sót trong số mười người có mặt trên chiếc máy bay. Nó quay trở về căn cứ vịnh Subic hai ngày sau đó và ở lại cảng một tuần lễ để bảo trì, rồi đón năm mới 1971 ngay tại vùng chiến tuyến.
Vào ngày 4 tháng 1, 1971, John R. Craig rời vùng biển Việt Nam để đi Kagoshima, Nhật Bản, rồi tiếp tục hành trình vào ngày 15 tháng 1 để đi Sasebo, nơi nó hoạt động tuần tra tại khu vực biển Nhật Bản trong một tháng tiếp theo. Nó rời Sasebo vào ngày 14 tháng 2 để quay trở lại vùng chiến sự ngang qua eo biển Đài Loan và một kỳ nghỉ kéo dài một tuần tại Hong Kong, rồi rời Hong Kong vào ngày 2 tháng 3 để đi đến trạm Tìm kiếm và Giải cứu (SAR) phía Bắc tại vịnh Bắc Bộ. Lịch trình hoạt động dự kiến trong bốn tuần bị rút ngắn còn hai tuần khi con tàu cần đi đến vịnh Subic để bảo trì, và sau mười một ngày trong xưởng tàu nó lại lên đường vào ngày 19 tháng 3, quay lại vịnh Bắc Bộ làm nhiệm vụ SAR trong bốn ngày. Nó đi đến khu vực trách nhiệm của Quân đoàn II vào ngày 25 tháng 3, thực hiện sáu nhiệm vụ trinh sát và 13 nhiệm vụ bắn phá xuống 28 mục tiêu cho đến ngày 1 tháng 4. Chiếc tàu khu trục rời căn cứ vịnh Subic vào ngày 16 tháng 4 để quay trở về nhà, và sau các chặng dừng ngắn tại Guam, Midway và Trân Châu Cảng để tiếp nhiên liệu, đã về đến San Diego vào ngày 22 tháng 4.
Sau khi được nghỉ ngơi, bảo trì và huấn luyện, John R. Craig lại khởi hành từ San Diego vào tháng 11, 1971 để đi sang phục vụ tại Viễn Đông. Trong giai đoạn phục vụ tại vùng chiến sự Việt Nam từ ngày 15 tháng 12, 1971 đến ngày 26 tháng 6, 1972, nó đã viếng thăm Hong Kong, Bangkok và Singapore. Vào ngày 25 tháng 2, 1972, một máy bay trực thăng UH-1 Huey chở một vị tướng Nam Việt Nam viếng thăm tàu và một Thiếu tá Hải quân làm nhiệm vụ phối hợp trinh sát pháo binh trên bộ bị tai nạn va chạm khi cất cánh và rơi xuống biển. Chiếc tàu khu trục đã cứu vớt được ba người sống sót gồm viên sĩ quan pháo binh và hai thành viên của đội bay. Một tai nạn khác xảy ra vào ngày 2 tháng 4 khi một thủy thủ đang làm nhiệm vụ trực gác bị sóng cao quét xuống biển tại vịnh Bắc Bộ, mọi nỗ lực tìm kiếm phối hợp cùng các tàu khác không đem lại kết quả.
Đang khi hoạt động hỗ trợ cho các đơn vị Hoa Kỳ và Nam Việt Nam tác chiến gần Khu phi quân sự vào ngày 9 tháng 4, John R. Craig chịu đựng hỏa lực pháo dày đặc của đối phương, bắn từ các khẩu pháo M101 105mm lấy được từ quân đội Nam Việt Nam. Hàng trăm quả đạn pháo đã vây quanh con tàu khiến nó trúng rất nhiều mảnh đạn, không kể năm phát bắn trúng trực tiếp gây ra nhiều đám cháy nhỏ. Một phát bắn trúng gần mực nước bên mạn tàu đã một khoang bị ngập 3 ft (0,91 m) nước, và con tàu bị chết đứng giữa biển cho đến khi khôi phục trở lại hệ thống phát điện và động lực của con tàu. Nó được sửa chữa tại Đà Nẵng và quay trở lại nhiệm vụ. Con tàu chỉ quay trở về Hoa Kỳ vào ngày 20 tháng 7, 1972.
John R. Craig có lượt phục vụ cuối cùng tại Viễn Đông từ tháng 1 đến tháng 7, 1973; khi nó vượt Thái Bình Dương và đến được Căn cứ vịnh Subic, xung đột đã đi vào giai đoạn kết thúc sau khi đạt được thỏa thuận ngừng bắn theo Hiệp định Paris 1973, bắt đầu có hiệu lực từ ngày 28 tháng 1. Trong lượt hoạt động này, con tàu đã viếng thăm Hong Kong; Cao Hùng và Cơ Long, Đài Loan; và Sasebo, Nhật Bản; một lượt sửa chữa trục trặc hệ thống bánh lái được thực hiện tại Sasebo.

### Hải quân Dự bị Hoa Kỳ
Khi đã có nhiều tàu khu trục thế hệ mới được nhập biên chế để phục vụ, John R. Craig được rút về vai trò tàu huấn luyện cho Hải quân Dự bị Hoa Kỳ, được điều về Hải đội Khu trục 27 và đặt căn cứ tại San Diego, California. Chiếc tàu khu trục đảm trách huấn luyện cho sĩ quan hải quân phối hợp trinh sát pháo binh, huấn luyện canh phòng máy bay cho tàu sân bay, và tác xạ hải pháo. Nó đã viếng thăm các cảng dọc theo bờ biển Thái Bình Dương, bao gồm Portland, Oregon; Seattle và Everett, Washington; San Francisco, California; Long Beach, California; Vancouver and Victoria, British Columbia; Eureka, California; và Ensenada, Mexico.
Vào năm 1979, sau một đợt huấn luyện tác xạ hải pháo tại khu vực đảo San Clemente, California, lườn tàu bị nứt do chấn động do bắn pháo. Khảo sát bằng tia X cho thấy vỏ tàu đã bị hao mòn quá mức khiến việc sửa chữa không có hiệu quả kinh tế. Vì vậy John R. Craig được cho xuất biên chế đồng thời rút tên khỏi danh sách Đăng bạ Hải quân vào ngày 27 tháng 7, 1979. Con tàu bị đánh chìm như một mục tiêu ngoài khơi California vào ngày 6 tháng 6, 1980.